# Östra Njuollajaure
Östra Njuollajaure är en sjö i Arjeplogs kommun i Lappland och ingår i Skellefteälvens huvudavrinningsområde. Sjön har en area på 0,18 kvadratkilometer och ligger 421,1 meter över havet.

## Delavrinningsområde
Östra Njuollajaure ingår i det delavrinningsområde (728842-160288) som SMHI kallar för Mynnar i Gasa. Medelhöjden är 445 meter över havet och ytan är 31,47 kvadratkilometer. Räknas de 4 avrinningsområdena uppströms in blir den ackumulerade arean 76,91 kvadratkilometer. Maddaurebäcken som avvattnar avrinningsområdet har biflödesordning 2, vilket innebär att vattnet flödar genom totalt 2 vattendrag innan det når havet efter 204 kilometer. Avrinningsområdet består mestadels av skog (58 procent) och sankmarker (28 procent). Avrinningsområdet har 2,73 kvadratkilometer vattenytor vilket ger det en sjöprocent på 8,7 procent.